# Trillium sulcatum
Trillium sulcatum är en nysrotsväxtart som beskrevs av T.S.Patrick. Trillium sulcatum ingår i släktet treblad, och familjen nysrotsväxter. Inga underarter finns listade.

## Bildgalleri

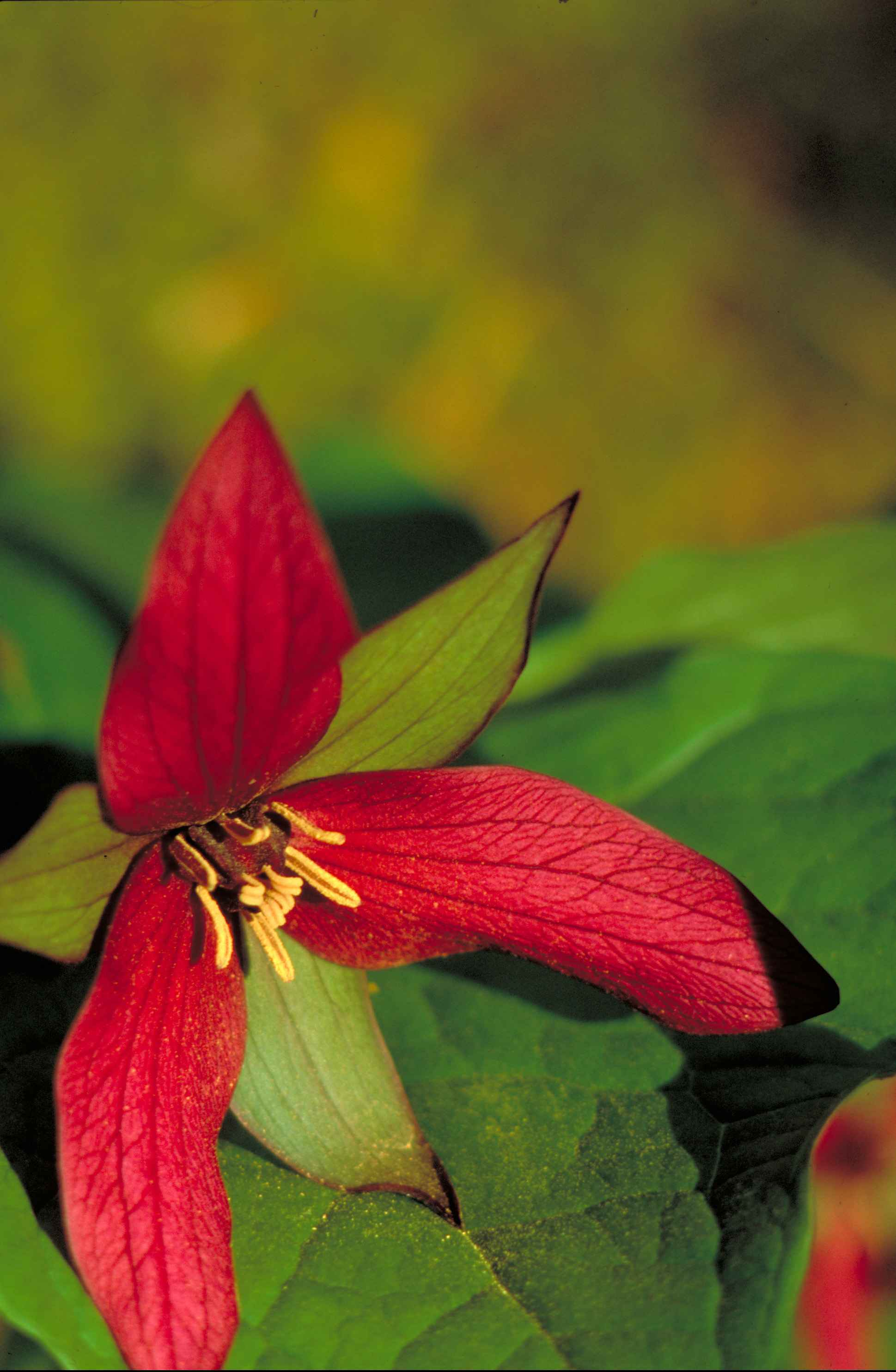
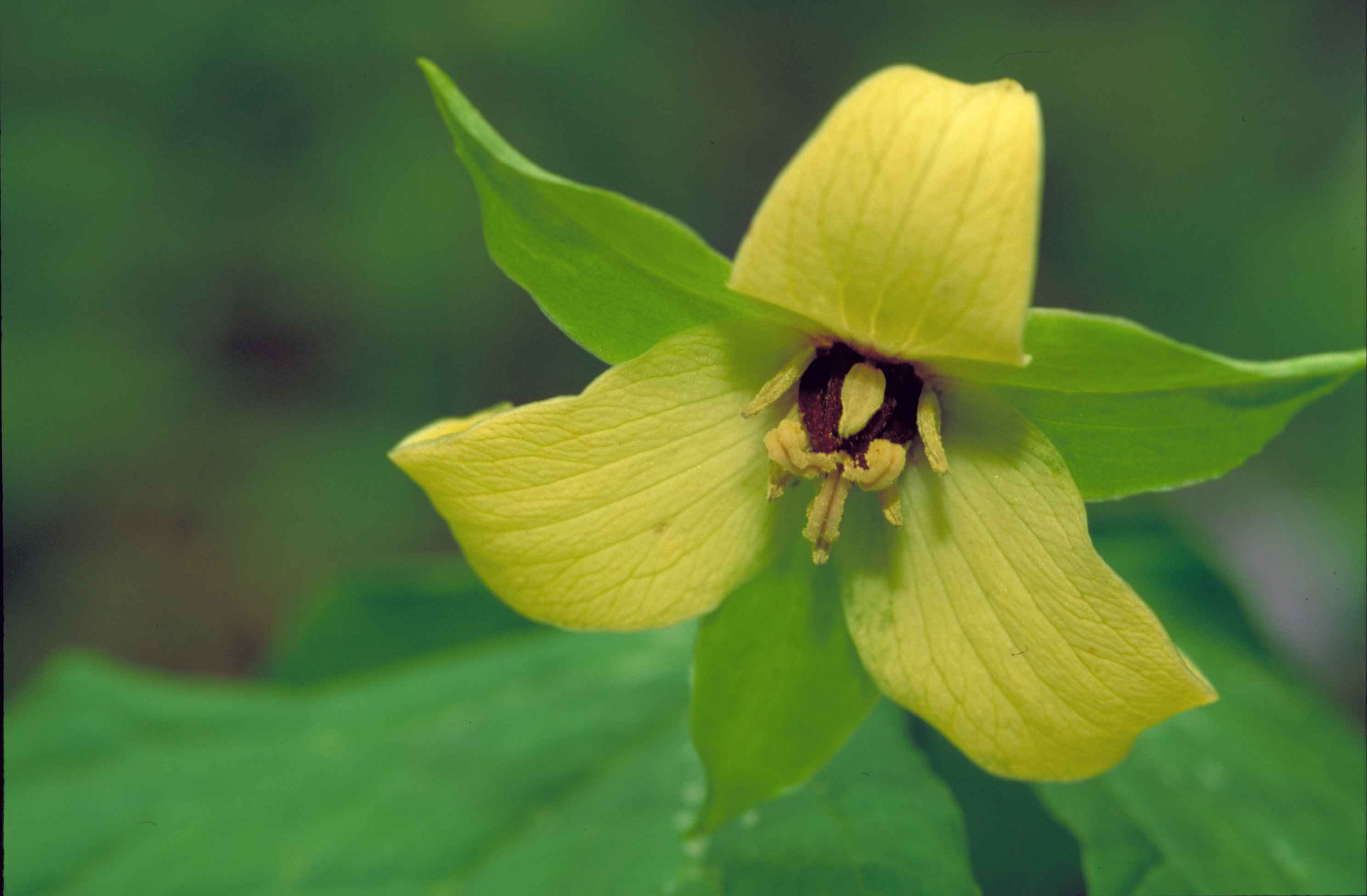